# Альбісгайм
Альбісгайм (нім. Albisheim) — громада в Німеччині, розташована в землі Рейнланд-Пфальц. Входить до складу району Доннерсберг. Складова частина об'єднання громад Гельгайм.
Площа — 10,74 км2. Населення становить 1823 ос. (станом на 31 грудня 2020).